# Mátyás Ferenc (költő)
Mátyás Ferenc (Kispest, 1911. november 22. – Budapest, 1991. február 18.) József Attila-díjas (1960) magyar költő, író.

## Életpályája
Szegényparaszti család gyermekeként látta meg a napvilágot. 1934-től cím- és címerfestősegédként dolgozott Budapesten. Kapcsolatba került a népi írókkal, a Válasz és a Kelet Népe közölte műveit. József Attila segítségével a Szép Szóban is jelentek meg írásai. Az Esti Kurír, majd 1945-től a Szabadság munkatársa volt; szerkesztette a Szabó Lőrinc című hetilapot. 1948-ban a Vallás- és Közoktatási Minisztérium előadója lett. 1949-től az Országos Széchényi Könyvtár munkatársa, később tudományos kutatója, osztályvezetője. 1953-ban könyvtárosi képesítést szerzett. 1959-1972 között a Magvető Könyvkiadó szerkesztője volt.

## Munkássága
Első versei a pusztákon élő szegények gondjairól adtak könyörtelen tárgyiassággal megjelenített képet. Lázadó indulatait keserűsége, a kiszolgáltatottság szorongató érzése kísérte. A falu küldöttje (1942) című önéletrajzi regényében saját íróvá válásának történetét beszélte el. 1947 után csak ritkán jelenhettek meg művei. Az 1960-as évektől ismét szerepelt: költészetét ekkor az emlékezés derűje és a harmónia vágya hatotta át.

## Művei
- Szeretnék lenni (vers, 1936)
- Elveszünk. Versek; Faragó Imre, Kispest, 1938
- Eleven koporsók (vers, 1940)
- Holdvarázs. Versek 1936-1941; Faragó, Kispest, 1942
- A falu küldöttje (önéletrajzi regény, 1942)
- Batyuzó halál. Újabb versek; Singer-Wolfner, Bp., 1943
- A csizmás szerkesztő úr (regény, 1943)
- A puszták szegénykéi (vers, 1943)
- Mezítlábasok éneke (vers, 1947)
- Csönd és nyugtalanság (vers, 1958)
- Kegyetlen idill (vers, 1959)
- Megriadt pipacsok (vers, 1961)
- Alföldi irisz (válogatott és új versek, 1962)
- Költők és parasztok (útinapló, 1964)
- Paraszt pietá (vers, 1965)
- Emlékek lázadása (vers, 1967)
- Égre vert csillag (vers, 1969)
- Parasztciterán (vers, 1971)
- Álmunkból fölriadva (vers, 1972)
- A múzsák udvarában (esszék, 1974)
- Légörvényben (vers, 1976)
- Egyetlen menedék (vers, 1979)
- Városszéli szülőföld. Lírai riport a perifériáról; Magvető, Bp., 1981
- Erdei karnevál (vers, 1985)
- S mégis bizakodón (vers, 1987)
- Tiszavirág életünk (vers, 1988)
- Válogatott versek (1990)

## Díjai
- József Attila-díj (1960)
- Szocialista Kultúráért (1965)
- Munka Érdemrend (1971)
- A Munka Érdemrend arany fokozata (1981)
- a Magyar Népköztársaság Csillagrendje (1986)